# Medetera falcata
Medetera falcata är en tvåvingeart som beskrevs av Van Duzee 1919. Medetera falcata ingår i släktet Medetera och familjen styltflugor.
Artens utbredningsområde är Kalifornien. Inga underarter finns listade i Catalogue of Life.